# Alison Mosshart
Alison Mosshart (Vero Beach, 23 november 1978) is een Amerikaans muzikant, beeldend kunstenaar en auteur. Zij is het meest gekend als frontvrouw van The Dead Weather en The Kills.
In 1995 begon Mosshart als zangeres in de punkband Discount. In 2000 stopte Discount.
In 2020 bracht Mosshart de solotrack Rise uit, dat de soundtrack werd van de Facebook-serie Sacred Lies.
Mosshart exposeerde haar schilderijen internationaal, en schreef een boek.
- Bibliothèque nationale de France: cb15111692m (data)
- International Standard Name Identifier: 0000 0001 3165 294X
- Library of Congress Control Number: no2014033656
- MusicBrainz: 054f94f3-2a75-480b-b417-d817cdbcf6f6
- Système universitaire de documentation: 157648214
- Virtual International Authority File: 307464478
- WorldCat: E39PBJrrvQf9f3Vqxj3DwjPJDq